# Аструа, Джанкарло
Джанкарло Аструа (итал. Giancarlo Astrua; 11 августа 1927, Гралья, Пьемонт — 29 июля 2010, Биелла, Пьемонт) — итальянский шоссейный велогонщик, выступавший на профессиональном уровне в период 1948—1958 годов. Победитель отдельных этапов «Джиро д’Италия» и «Вуэльта Испании», победитель гонок «Трофео Баракки», «Джиро ди Романья» и др.

## Биография
Джанкарло Аструа родился 11 августа 1927 года в коммуне Гралья провинции Биелла, Италия.
Дебютировал в шоссейном велоспорте на профессиональном уровне в 1948 году, подписав контракт с командой Benotto. В этом сезоне финишировал восьмым на «Джиро ди Ломбардия» и впервые стартовал на «Джиро д’Италия» — сошёл с дистанции в ходе десятого этапа.
В 1949 году одержал победу на «Коппа Ситта ди Бусто Арсицио», был пятым на «Джиро д’Италия», закрыл десятку сильнейших на «Джиро ди Ломбардия».
В 1950 году перешёл в команду Taurea. С ней занял 25 место в генеральной классификации «Джиро д’Италия», выиграв при этом один из этапов, показал второй результат на «Джиро дель Аппеннино».
В 1951 году вновь отметился победой на одном из этапов «Джиро д’Италия», в течение одного дня владел розовой майкой лидера и в конечном счёте стал пятым. Среди других достижений этого сезона — бронза в гонках «Сассари — Кальяри» и «Джиро дель Лацио», седьмое место на «Джиро ди Ломбардия».
Начиная с 1952 года представлял команду Atala. В это время выиграл «Трофео Баракки» (вместе с Нино Дефилипписом), был вторым на «Туре Тичино», «Гран-при Лугано» и «Ницца — Мон-Агель». На «Джиро д’Италия» шесть дней являлся обладателем розовой майки лидера, однако из-за падения на восьмом этапе утратил свою позицию и стал в итоге седьмым.
В 1953 году одержал победу на «Джиро ди Романья», показал второй результат на «Джиро дель Эмилия» и «Трофео Баракки» (вместе с Нино Дефилипписом). Впервые выступил на «Тур де Франс» — стал в генеральной классификации третьим, уступив только французам Луисону Бобе и Жану Маллежаку, тогда как на «Джиро д’Италия» сошёл с дистанции и не показал никакого результата.
В 1954 году был пятым на «Джиро д’Италия», вторым на «Коппа Бернокки», третьим на «Туре Швейцарии» и «Джиро дель Лацио», девятым на «Туре Романдии».
В 1955 году выиграл один из этапов «Джиро д’Италия», разместившись в общем зачёте на 16 строке, в то время как на «Тур де Франс» оказался седьмым. Помимо этого, финишировал вторым на «Туре провинции Реджо-ди-Калабрия» и третьим на «Джиро ди Кампания».
В 1956 году в первый и единственный раз принял участие в «Вуэльте Испании», сумел выиграть тринадцатый этап и занял в генеральной классификации двенадцатое место. Также удостоился серебряной награды на «Джиро ди Кампания» этого сезона.
Последний раз показывал сколько-нибудь значимые результаты в шоссейном велоспорте в сезоне 1957 года, когда показал второй результат на «Джиро дель Аппеннино», поучаствовал в «Тур де Франс» (сошёл после десятого этапа) и «Джиро д’Италия» (15 место в генерале).
В 1958 году в одиннадцатый раз стартовал на «Джиро д’Италия», не смог преодолеть все этапы и на том завершил карьеру профессионального велогонщика.
Впоследствии проживал в Турине, управлял спортивным магазином недалеко от Олимпийского стадиона.
Умер 29 июля 2010 года в больнице города Биелла в возрасте 82 лет. Причиной смерти стали последствия от аварии, в которую он попал месяцем ранее.